# Schuhfabrik Rollmann & Mayer
Die Schuhfabrik Rollmann & Mayer war ein Unternehmen zur Fabrikation von Schuhen in Köln. 

## Geschichte
Das Unternehmen wurde am 1. Januar 1873 in Köln von Emil Rollmann zusammen mit seinem Geschäftspartner David Mayer zunächst als Großhandelsunternehmen für Schuhe gegründet. 1882 wurde mit 20 Mitarbeitern auch die Herstellung von Schuhen aufgenommen. Das Unternehmen war ab 1894 auf dem Grundstück Niehlerstraße 94 in Köln-Nippes ansässig, wegen des stetigen Wachstums wurde schon wenige Jahre später ein größerer Neubau notwendig. 1911 wurde in Köln-Niehl ein moderner Fabrikbau an der Nesselrodestraße 26–30 mit rund 10.000 Quadratmeter Fläche errichtet. Mit dem Ausscheiden des Partners David Mayer aus Altersgründen im Jahr 1911 und dem Rückzug von Emil Rollmann führte dessen Sohn Hans Rollmann das gutgehende Unternehmen alleine weiter. 
1921 gründete Hans Rollmann zusammen mit zwei Partnern als weitere Schuhfabrik das Unternehmen Romika in Gusterath-Tal. In Köln-Niehl war die Fabrik im Jahr 1923 mit 850 Beschäftigten der größte Arbeitgeber vor Ort, später waren über 1000 Mitarbeiter beschäftigt. Da die Familie Rollmann jüdisch war, wurde sie von den Nationalsozialisten verfolgt. Nach ihrer Vertreibung aus Deutschland wurde die Fabrik stillgelegt und von den Nationalsozialisten verwertet.

## Rezeption
Anlässlich der Sprengung der Ruine berichtete die Kölnische Rundschau am 10. Januar 1976: „Hier war früher die Schuhfabrik Rollmann & Mayer beheimatet. Während der Hitlerzeit wurde die Fabrik geschlossen, weil die Familie Rollmann dem jüdischen Glauben angehörte. Später eröffnete in dem Gebäude die Familie Neubeck einen Woll- und Strickgarnbetrieb unter dem Namen 'Rheinlandwolle'. Als der Betrieb wegen Unrentabilität geschlossen wurde, bezogen zahlreiche bekannte Kölner Industrie- und Handwerksbetriebe sowie die Post mit zwei Dienststellen die Fabrik. Nach wechselvoller Geschichte hat das Gebäude nun ausgedient.“